# Гюрюн, Камуран
Камура́н Гюрю́н (тур. Kamuran Gürün, 1924 — 20 июля 2004) — турецкий политик и историк, 8-й генеральный секретарь СЕНТО (1978—79 годы).
В 1978 году был избран в качестве 8-го и, как выяснилось, последнего генерального секретаря Организации Центрального Договора (СЕНТО). Уже третий раз в истории главой СЕНТО становился гражданин Турции, в то время, как граждане Пакистана и Ирана были генеральными секретарями по два раза, а гражданин Ирака — лишь один.
Возглавлял блок в период его упадка: в марте 1979 года из СЕНТО в связи с произошедшей в стране Исламской революцией вышел Иран, за ним последовал Пакистан — в результате, в составе организации остались лишь страны-члены НАТО: Великобритания и Турция. В том же году турецкое правительство выступило с инициативой прекращения Центрального договора, поскольку он фактически утратил свои функции. Формально Гюрюн оставался генеральным секретарём СЕНТО вплоть до её официального упразднения в августе 1979 года.
Камуран Гюрюн в 1980-х годах занимался вопросами армянской истории, армяно-турецких отношений, в частности, изучал архивные материалы (в том числе по поручению турецких властей), связанные с непризнанным Анкарой геноцидом армян, осуществлённым в Османской Империи в 1915 году. Его работы по этим проблемам: «К истории армянского вопроса» (тур. Tarih Boyunca Ermeni Meselesi), «Армянские материалы» (тур. Ermeni Dosyası) и ряд других.